# Салинас-да-Маргарида
Салинас-да-Маргарида (порт. Salinas da Margarida) — муниципалитет в Бразилии, входит в штат Баия. Составная часть мезорегиона Агломерация Салвадор. Входит в экономико-статистический микрорегион Санту-Антониу-ди-Жезус. Население составляет 11 207 человек на 2006 год. Занимает площадь 148,327 км². Плотность населения — 75,6 чел./км².

## Статистика
- Валовой внутренний продукт на 2005 год составляет 40 968 реалов (данные: Бразильский институт географии и статистики).
- Валовой внутренний продукт на душу населения на 2005 год составляет 3694 реала (данные: Бразильский институт географии и статистики).
- Индекс развития человеческого потенциала на 2000 год составляет 0,659 (данные: Программа развития ООН).

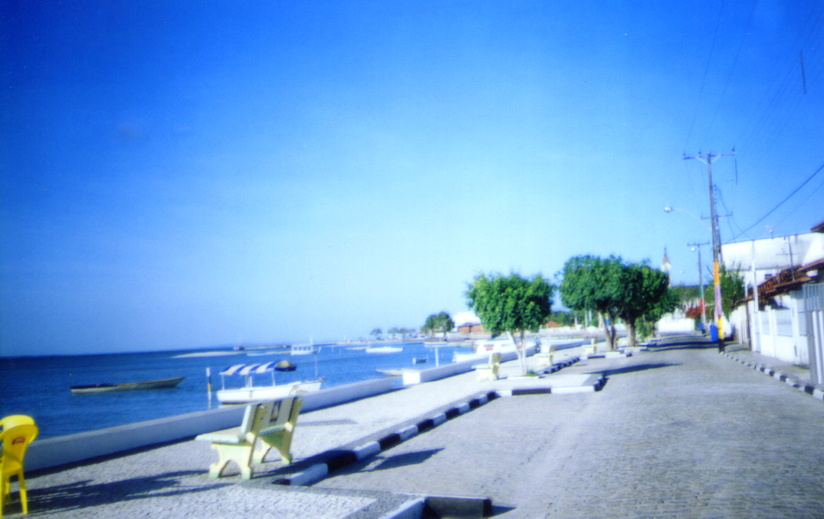

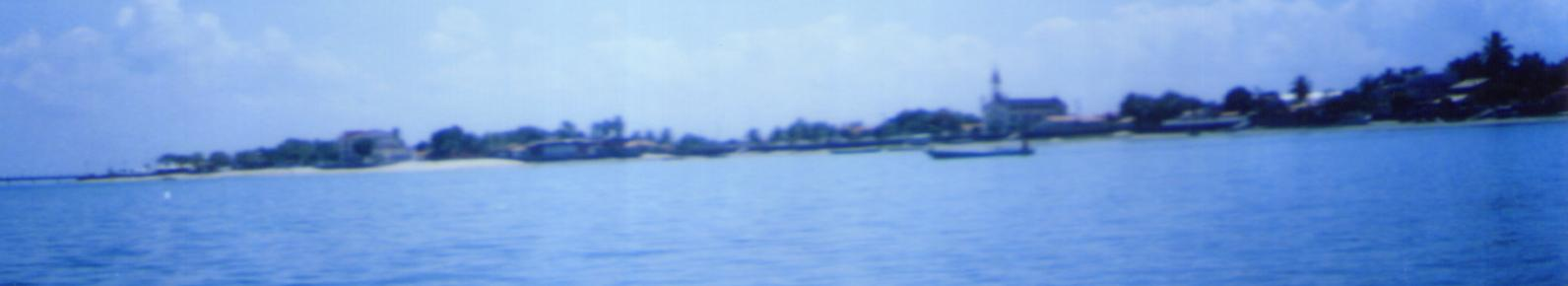